# Luc Vandevelde
Luc Vandevelde est un homme d'affaires belge, né le 26 février 1951 à Halen (Belgique). 

## Biographie
Diplômé d'expertise comptable à l'âge de 19 ans, il va grimper les échelons chez Kraft Foods, pour en diriger la filiale française. En 1995, il intègre le groupe Promodès comme directeur général exécutif puis comme directeur général. Il est alors considéré comme le successeur désigné de Paul-Louis Halley.
À la suite de la fusion Promodès-Carrefour, il quitte alors le groupe pour prendre la direction de Marks & Spencer en 2000 et en devient président non exécutif en septembre 2003. Il y restera célèbre en France pour avoir fait fermer l'ensemble des magasins de cette marque dans l'Hexagone.
Il reste pendant ce temps proche de la famille Halley, actionnaire principal de Carrefour avec 13 % du capital, dont il assurera plus tard la gestion de sa holding.
En avril 2004, et à la suite du décès de Paul-Louis Halley, il réintègre le groupe Carrefour en tant que président du conseil de surveillance. En février 2007, il est brutalement évincé de la holding familiale de la famille Halley et démissionne du conseil de surveillance de Carrefour.

## Mandats sociaux[1]
- Administrateur de la Société générale
- Administrateur de Vodafone

## Sources et références
1. ↑  Document Société générale page 67